# ユナイテッド航空266便墜落事故
ユナイテッド航空266便墜落事故（ユナイテッドこうくう266びんついらくじこ）とは、1969年1月18日18時21分（西海岸標準時、PST）頃、アメリカ合衆国・カリフォルニア州のロサンゼルス国際空港を離陸した直後のユナイテッド航空266便（ボーイング 727型機）が同空港の西11.3マイル（およそ18キロメートル）のサンタモニカ湾に墜落した航空事故で、乗員6名、乗客32名の合計38名全員が死亡した。

## 概要
当該機（ボーイング727-22C型、機体記号: N7434U）は、カリフォルニア州ロサンゼルスを起点とし、途中コロラド州デンバーを経由してウィスコンシン州ミルウォーキーを終着地とする定期貨客便だった。出発の時点で第3（エンジンの）発電機は故障のため動作していなかったが、これは運用許容基準 (Minimum Equipment List, MEL) の許容する範囲内であり、ディスパッチャーはこのことを確認したうえ条件付きで出発の許可を発した。操縦クルーも第3発電機不動作を承知しており、関連するスイッチ類に注意喚起のための札掛けを施す等、規則にしたがった処置を行っていた。18時17分ごろに24滑走路からの離陸滑走を開始し、管制塔から見た限りにおいては何らの異常なく離陸し、その後上昇に移った。
離陸直後の18時18分30秒ごろ、第1エンジンの火災警報のベルが鳴った。クルーは標準手順に則り消火用レバーを操作して直ちにこのエンジンを停止させた。このことで第1発電機も停止し、残った動作中の発電機が1基しかない状態となった。管制塔に対して無線で、「第1エンジンの火災警報が鳴ったので停止させた。（ロサンゼルスに）戻りたい」と連絡した（18時19分5秒）。これが管制塔との最後の交信となった。その5秒後に管制塔のレーダー上から当該機のトランスポンダ信号が消失した。このとき機上では残っていた第2エンジンの発電機のサーキットブレーカが動作し、3基あるエンジンにそれぞれ1基ずつ備えられた、都合3基の発電機の全部が動作しなくなった。さらにそのおよそ10秒後、管制塔レーダー上の機影は速度を増しながらやや左に旋回をはじめたところで消失した。
コックピット内では操縦の継続と電源の復旧のための努力がなされた。当該機種は発電機が全部動作しなくなった事態に備えてバッテリーを電源とするバックアップシステムが搭載されているが、これが起動しなかったか、あるいは起動できなかった。姿勢指示器への電源が絶たれて読み取ることができず、また当時の天候は小雨と霧のため月明かりも無く、地表の目印となるものが見いだせない状態のなかで自機を真直ぐな状態に保つためにはどのような操縦操作が必要なのかが分からなくなった。その結果コントロールを失い、最終的には深い機首下げ姿勢で海に突っ込み、機上の全員が死亡した。

## 原因
機体残骸の引き上げが行われたが、コックピット計器がみつからなかったため、あまり有益な情報は収集されなかった。墜落時の姿勢がかなりの機首下げ状態だったため、残骸の飛散範囲は比較的狭かったが、280メートルの水深にあり、かつ酷く断片化していた。第2および第3エンジンは墜落時にも高速で回転していたため損傷がひどかった一方、第1エンジンは停止されていたのでほとんど損傷していなかった。
フライトデータレコーダ (Flight Data Recorder, FDR) およびコックピットボイスレコーダ (Cockpit Voice Recorder, CVR) は両方とも回収され、データの読出しもできた。だが、第2発電機停止の時点で電源を失ったためにここで記録は一旦停止していて、それ以降の機体の状態やクルーの会話内容はわからない。
ただし正確な時刻は不明だが上記記録停止のおよそ1分後、一時的に CVR と FDR 記録が再開されており、およそ9秒（FDRは15秒ほど）後に再び停止している。

### 第1エンジンの火災警報
事故に至る一連の事象の初めに起こったのは第1エンジンの火災警報だった。このため第1エンジンを停止することになり、もともと不動作のまま運航していた第3エンジン発電機と合わせて2基の発電機が停止することになった。エンジン火災に関しては、地上の目撃者により、離陸時にエンジンの吹き出し口付近でスパークのようなものが見えたとの証言が得られたが、海中から引き上げた当該エンジンを精査しても火災の痕跡は見られなかった。当時の火災検知センサーは誤報が多かったこともあり、なぜ火災警報が動作したのか判明できなかった。

### 第2発電機の停止
第1エンジンを停止させ、このことを管制に対して通報してから10秒以内に第2発電機もブレーカが動作して電源供給できなくなった。第1発電機停止直後の負荷の急変により一時的に過電流状態となりブレーカが動作（トリップ）したものと考えられているが、クルーは発電機1機不動作状態でのルールに則り、電源負荷低減のため離陸前から2台あるエアコンのうち1台とキャビンギャレーの電源をOFFとしていた。設計上はこの程度の負荷変動でブレーカが動作するものではないが、事故後の試験では条件によってはその可能性があることが指摘されている。

### スタンバイ電源
B727 には蓄電池（バッテリー）を用いたスタンバイ電源システムが備えられており、機長席のジャイロや電波高度計、および一部の無線機その他最低限の計器類の動作および照明が確保される。だが当該機ではこれが起動せず、コクピット内の計器は動作せず、また一切の照明が消灯してしまった。
スタンバイ電源を起動するためには、コクピット内にある2種類のスイッチを手動で操作しなければならなかったが、真っ暗闇の中でクルー（通常は航空機関士あるいはセカンドオフィサーがスイッチ操作する）がこのスイッチを見つけられなかった可能性も指摘されている。当該機種は貨客転換仕様（QC型）で、貨物室内の火災警報関連機器類が追加されているため、スタンバイ電源のスイッチ取付位置が通常の旅客専用機とは異なっていた。セカンドオフィサー (Second Officer, SO) はB727への機種移行訓練を前年末に終了したばかりで、事故機と同一仕様（QC型）のB727での飛行時間は18時間だったことも遠因となった可能性がある。いずれにしても、このスイッチが取り付けられたパネル（機関士用のコンソール）が回収されず、事故時のスイッチ位置が分からないこと、および CVR が第2発電機停止と同時に録音も停止してしまったことでコックピットにおける会話内容も不明であることにより、スタンバイ電源自体が故障したのか、暗闇でスイッチをONにできなかったのかは不明とされた。

### 操縦
当該機種の操縦系統はすべて油圧サーボとケーブル類により機械的に係合されており、電源を喪失しても動翼類操作やエンジンパワーの調整は可能であった。だが姿勢表示器を含む計器類が動作せず、機外の景色もよく見えない状態では機体の姿勢、速度、高度等を人間が推測することは不可能であり、空間識失調状態となったものと推定された。

### 発電機制御パネル
離陸前から不動作状態だった第3発電機は、事故前月に電源制御パネルの取り付けが行われていた。このパネルはこれまでにユナイテッド航空に所属する他の何機かの航空機に取り付けられて、そのたびに故障を起こしていたユニットだった。そして事故機に取り付けられたが、果たして運航時にトラブルを起こし、このときは第3発電機自体の交換が行われた。ところが交換で取り外した発電機を試験したが何らの機械的問題が見つからず、更に取り替えた発電機とこの制御パネルの組み合わせでも同じ問題を生じたことから、これは発電機ではなく制御パネルに原因があるのであろうと判断された。だが、運航スケジュールをやり繰りして整備を行うことが難しかったので、とりあえずそのまま何もせずに単に使用停止としていた。
この制御パネルと、第1エンジンの火災警報や第2発電機の停止との間に何らかの関係がないかが疑われ、実際に調査も行われたが、電気的にはほかと完全に絶縁されているので直接の原因としては考えにくいと報告されている。

## 勧告
NTSBではこの事故を教訓として、いくつかの勧告を行ったが、最も重視したのはスタンバイ電源システムが起動できなかった点であり、それまで任意であったバックアップ電源装置の装備を大型商用航空機については義務付けるべきで、また、全発電機が使用不能となった際には自動的に切り替わるようにすべきであるとした。FAA もこれを受けてルール作りを急ぐこととなった。